# Myzopontiidae
Myzopontiidae är en familj av kräftdjur. Myzopontiidae ingår i ordningen Siphonostomatoida, klassen Maxillopoda, fylumet leddjur och riket djur.
Familjen innehåller bara släktet Myzopontius.